# Gastrancistrus fulvicornis
Gastrancistrus fulvicornis är en stekelart som först beskrevs av Walker 1874.  Gastrancistrus fulvicornis ingår i släktet Gastrancistrus och familjen puppglanssteklar. Inga underarter finns listade i Catalogue of Life.